# Hydractinia angusta
Hydractinia angusta is een hydroïdpoliep uit de familie Hydractiniidae. De poliep komt uit het geslacht Hydractinia. Hydractinia angusta werd in 1904 voor het eerst wetenschappelijk beschreven door Hartlaub. 